# عنفيط
عِنفِيط أو يسروع جرار (الاسم العلمي: Thaumetopoea)، جنس حشرات عثية من فصيلة سنيات ظهرية. وصفت لأول مرة من قبل جاكوب هوبنر في عام 1820.